# Champmillon
Champmillon é uma comuna francesa na região administrativa da Nova Aquitânia, no departamento de Charente. Estende-se por uma área de 9,51 km². Em 2010 a comuna tinha 501 habitantes (densidade: 52,7 hab./km²).